# Christoph Freimann

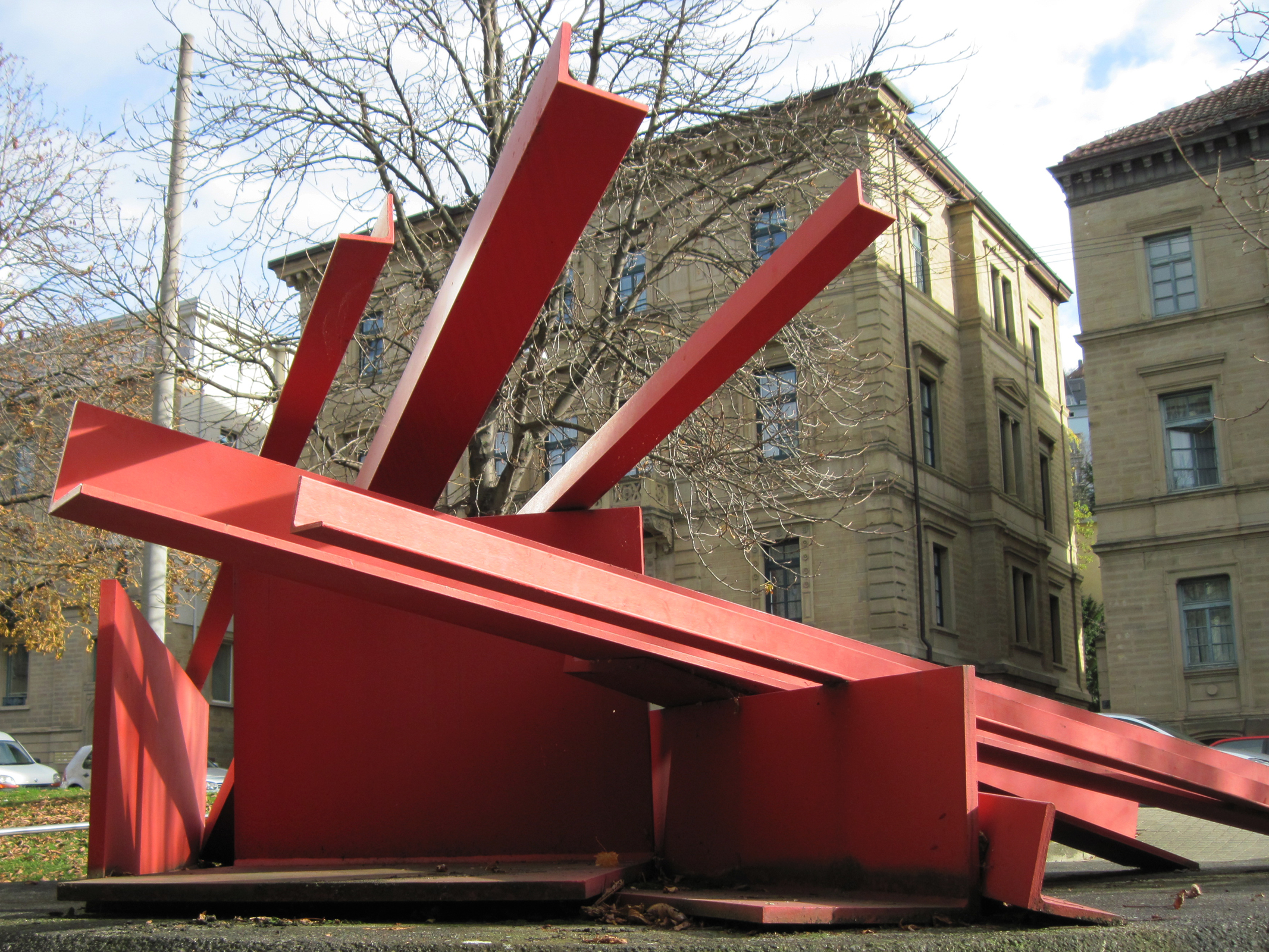
„12 Kanten“, Skulptur vor dem Oberlandesgericht Stuttgart, 1981

Christoph Freimann (* 1940 in Leipzig) ist ein deutscher Bildhauer und Grafiker.

## Biografie
Von 1962 bis 1968 studierte Christoph Freimann an der Akademie der Bildenden Künste Stuttgart bei den Professoren Otto Baum und Herbert Baumann. Von 1973 bis 1974 erhielt er ein Stipendium für die Cité Internationale des Arts in Paris, 1976 ein Arbeitsstipendium des Kulturkreises im Bundesverband der Deutschen Industrie. Es folgte von 1979 bis 1980 ein Aufenthalt in Rom, 1985 ein Werkstipendium der Stiftung Kunstfonds Bonn. Von 1987 bis 1989 war Freimann Gastprofessor der Hochschule für Gestaltung in Offenbach am Main.
Seit 1977 ist Freimann mit rot lackierten Werken bekannt. Er kombiniert zwölf Winkelprofile eines Würfels in unterschiedlichen Größen und Längen. So entstehen nach einem strengen Grundkonzept konstruktivistische Skulpturen.
Christoph Freimann ist Mitglied im Deutschen Künstlerbund.
Er lebt und arbeitet in Stuttgart und Italien.

## Skulpturen im öffentlichen Raum (Auswahl)
- 1973: Wippe, Leinfelden-Echterdingen, Grünfläche Marktstraße
- 1977: 12 Kanten, Stuttgart, im Stadtpark
- 1981: 12 Kanten, Oberlandesgericht Stuttgart, Stuttgart, Olgastraße 2
- 1983: ohne Titel, Ulm, König-Wilhelm-Straße
- 1984/85: Großer Bug, Sindelfingen, Stadthallenpark
- 1989: Zwölf Balken für Dreieich, Frankfurt am Main
- 1989: Frankfurter Winkel, Regensburg
- 1990: Fiale, Kunstpfad Universität Ulm, am Eselsberg
- 1990: Brückenskulptur, Nürtingen, Wörthbrücke
- 1993: Turm mit acht, Albstadt-Truchtelfingen, Rudolf-Diesel-Straße
- 1994: Baumskulptur II, Böblingen, Talstraße
- 1994: Bitzer Blitz, Sindelfingen, Leibnizstraße
- 1994: Großer Bug II, Skulpturenpark Heidelberg[3]
- 1994: Forza, Kulturspeicher (Würzburg)
- 1995: Gloria, Stuttgart, Ruppmannstraße
- 1996: Große Liegende, Gmunden, Gmunder Symposion
- 1997: Großer Baum, Leipzig
- 1998: Springer, Bad Waldsee, Skulpturenpfad
- 1998: Il Punto, Stuttgart, Kronprinzstraße
- 2000: Spirale, Eislingen, Kreisverkehr Hauptstraße/Jahnstraße
- 2001: Poseidon, Fachhochschule Ansbach[4]
- 2004: Morgenstelle, Tübingen, Auf der Morgenstelle 8

## Einzelausstellungen und Ausstellungsbeteiligungen (Auswahl)
Seit 1965 mehr als 130 Ausstellungen weltweit.
- 1983 und 1986: Triennale Kleinplastik, Fellbach
- 1983: Deutscher Künstlerbund, Nationalgalerie (Berlin)
- 1983: Akademie der Kunst im Museum für Moderne Kunst, Zagreb
- 1983: Moderna Galeria im Museum für Moderne Kunst, Ljubljana
- 1984: Plastik der 60er und 70er Jahre im Südwesten, Galerie der Stadt Esslingen am Neckar, Villa Merkel
- 1988: Il Simposio Internacional de Escultura el Parque Baconao, Santiago de Cuba
- 1990, 1991, 1993: Skulptura 90, Ulm
- 1990: Skulptur der 80er Jahre, Villa Merkel, Esslingen am Neckar
- 1992, 1997, 2003: Galerie Gudrun Spielvogel, München
- 1992: Deutscher Künstlerbund, Aachen
- 1993: Metallplastik in Deutschland, Städtische Galerie Moritzburg, Halle (Saale)
- 1993: Galerie Sincron, Brescia, Italien
- 1994: Galerie der Stadt Stuttgart, Stuttgart
- 1996: Gmunder Symposium in Gmunden
- 1997: Skulpturenstraße in Grafenau, Galerie Schlichtenmaier, Schloss Dätzingen, Grafenau
- 1999: Der große Alb-Gang, Skulpturen in der Natur, Naturschutzzentrum Schopflocher Alb
- 2001/2002: Plastische Form ist keine Formsache, Galerie Schlichtenmaier, Schloss Dätzingen, Grafenau
- 2003/2004: Multiple Grafik und Objekte, Galerie St. Johann, Saarbrücken
- 2004 und 2008: Galerie Manfred Rieker, Heilbronn[6]

## Fotos (Auswahl)

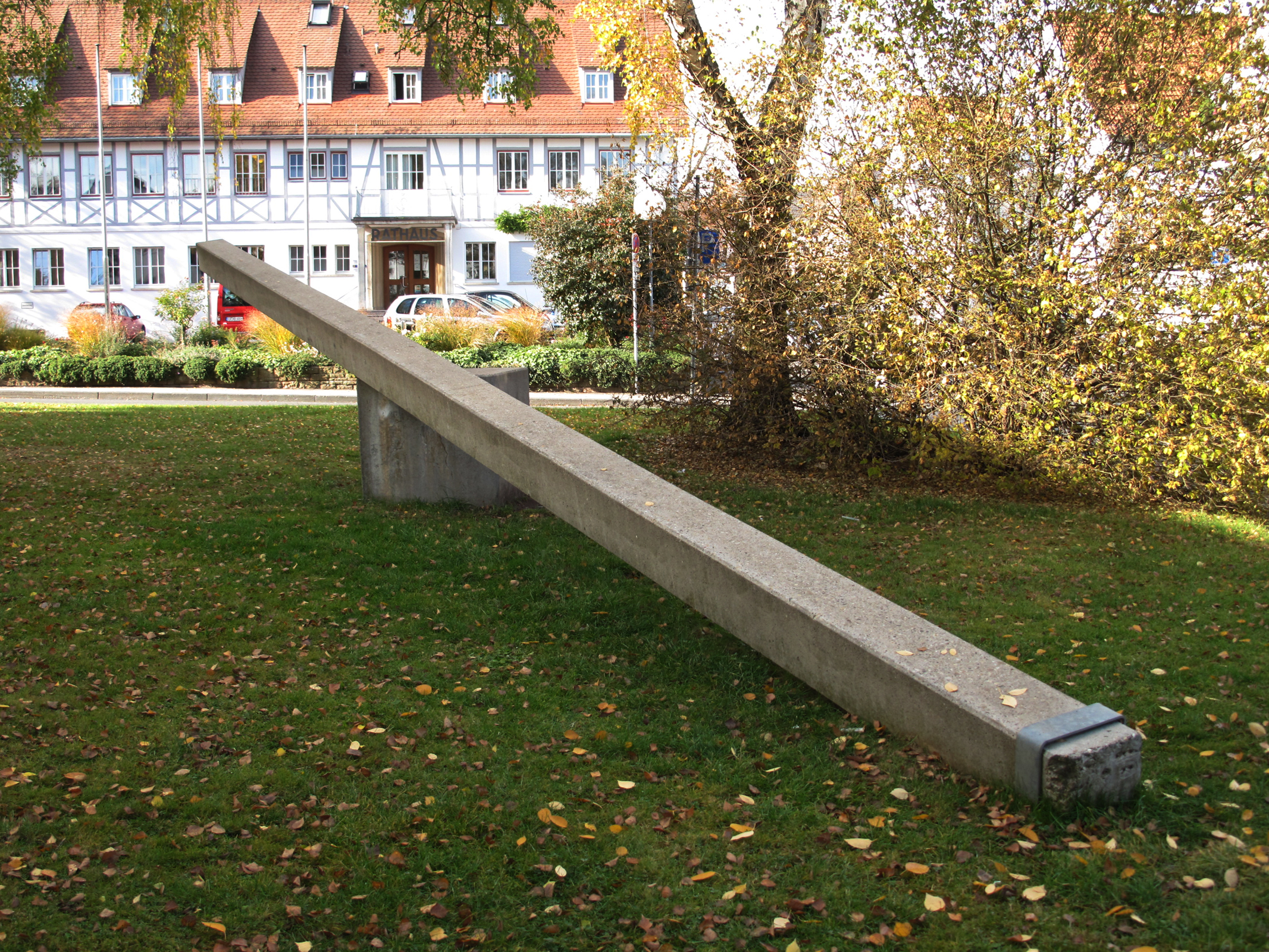
Wippe, 1973
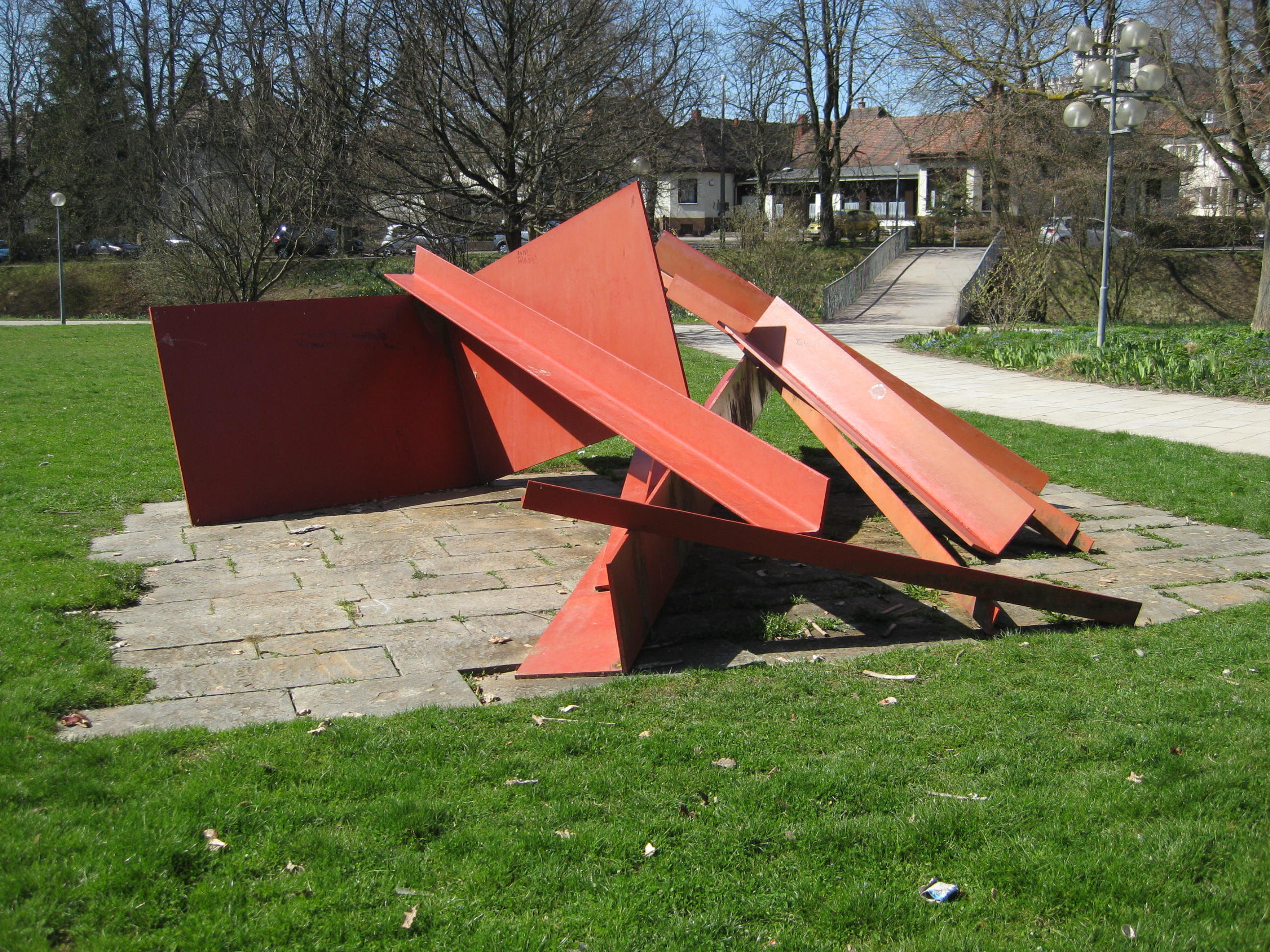
Großer Bug, 1984/85
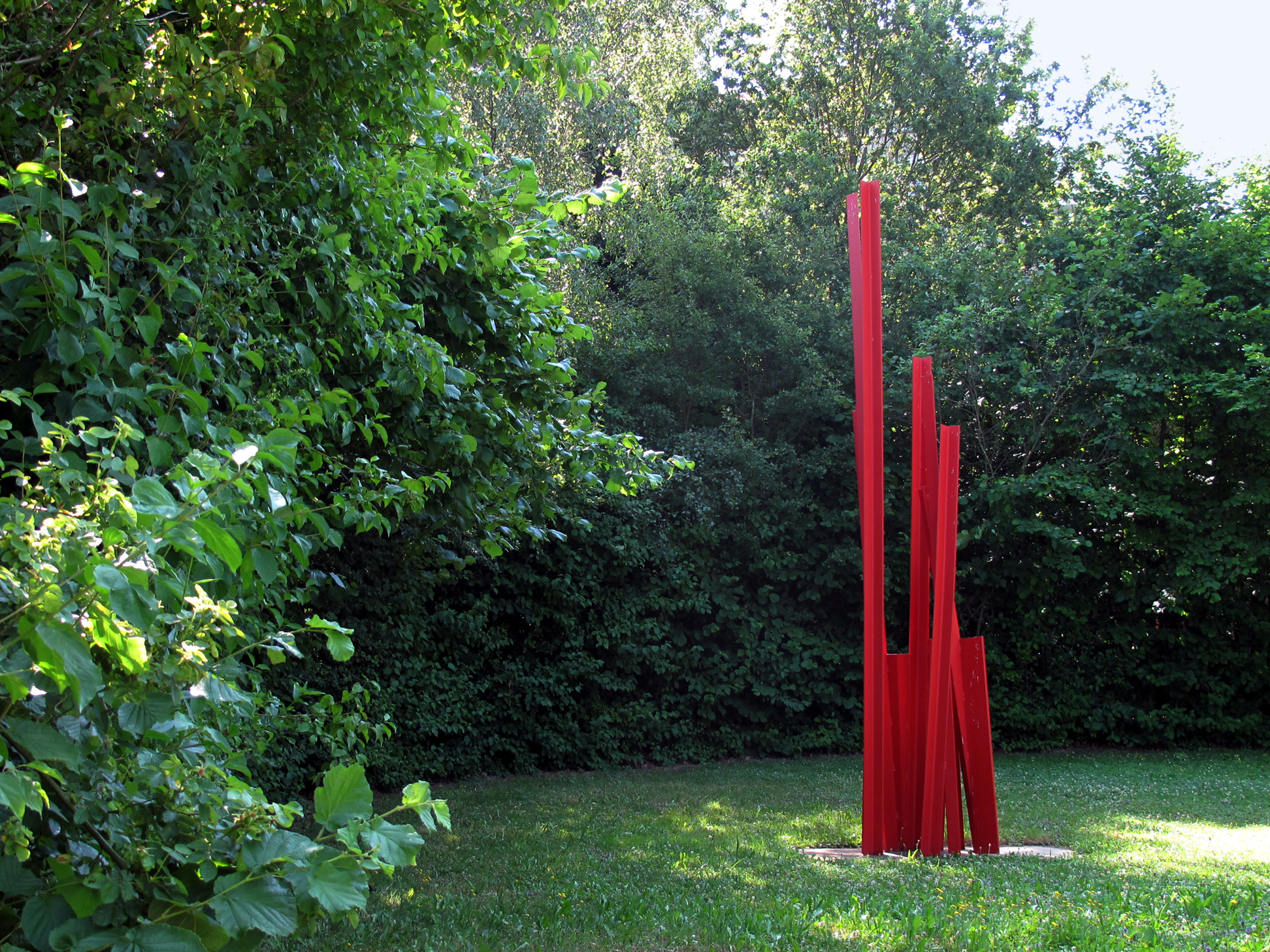
Fiale, 1990
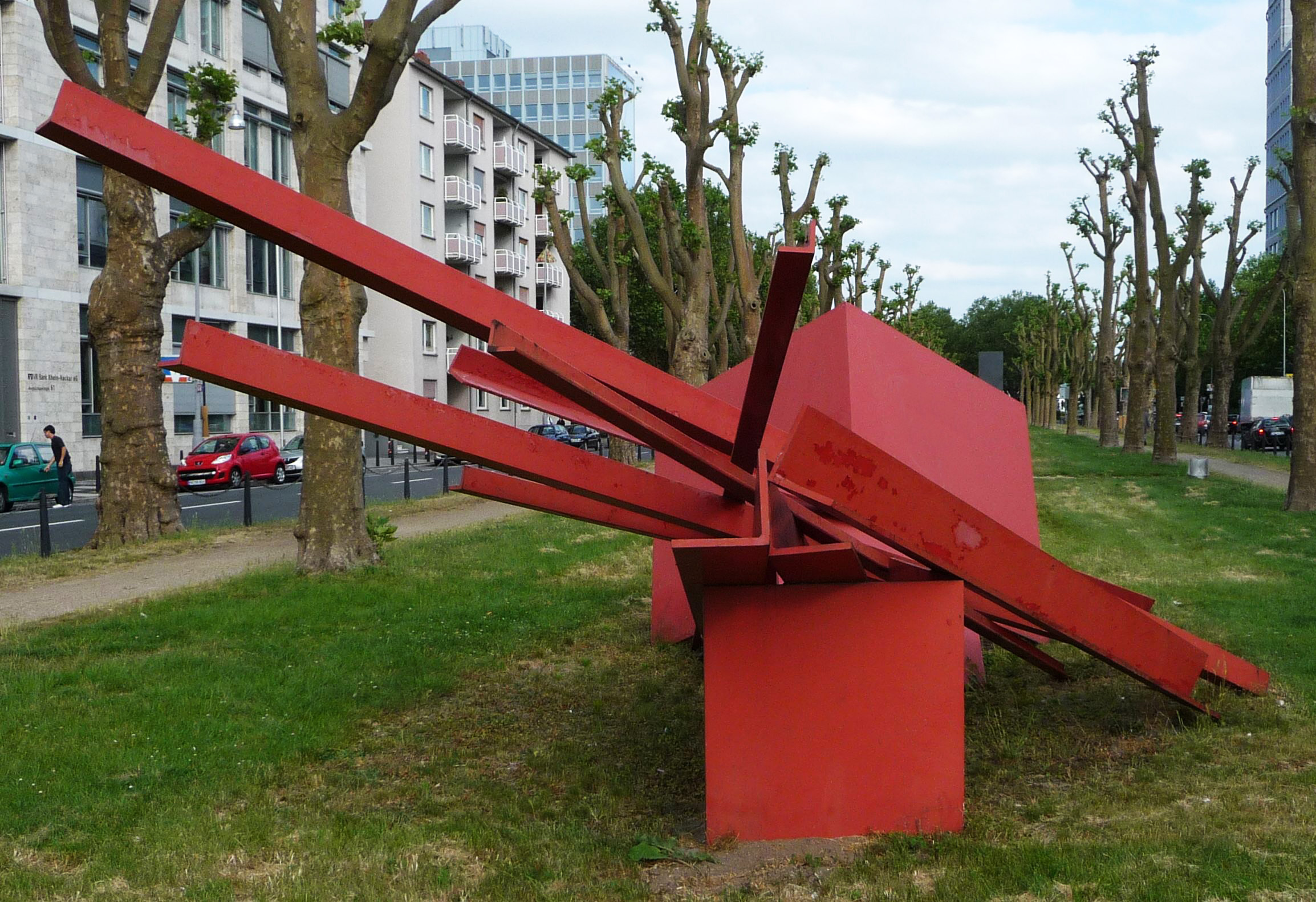
Großer Bug II, 1994
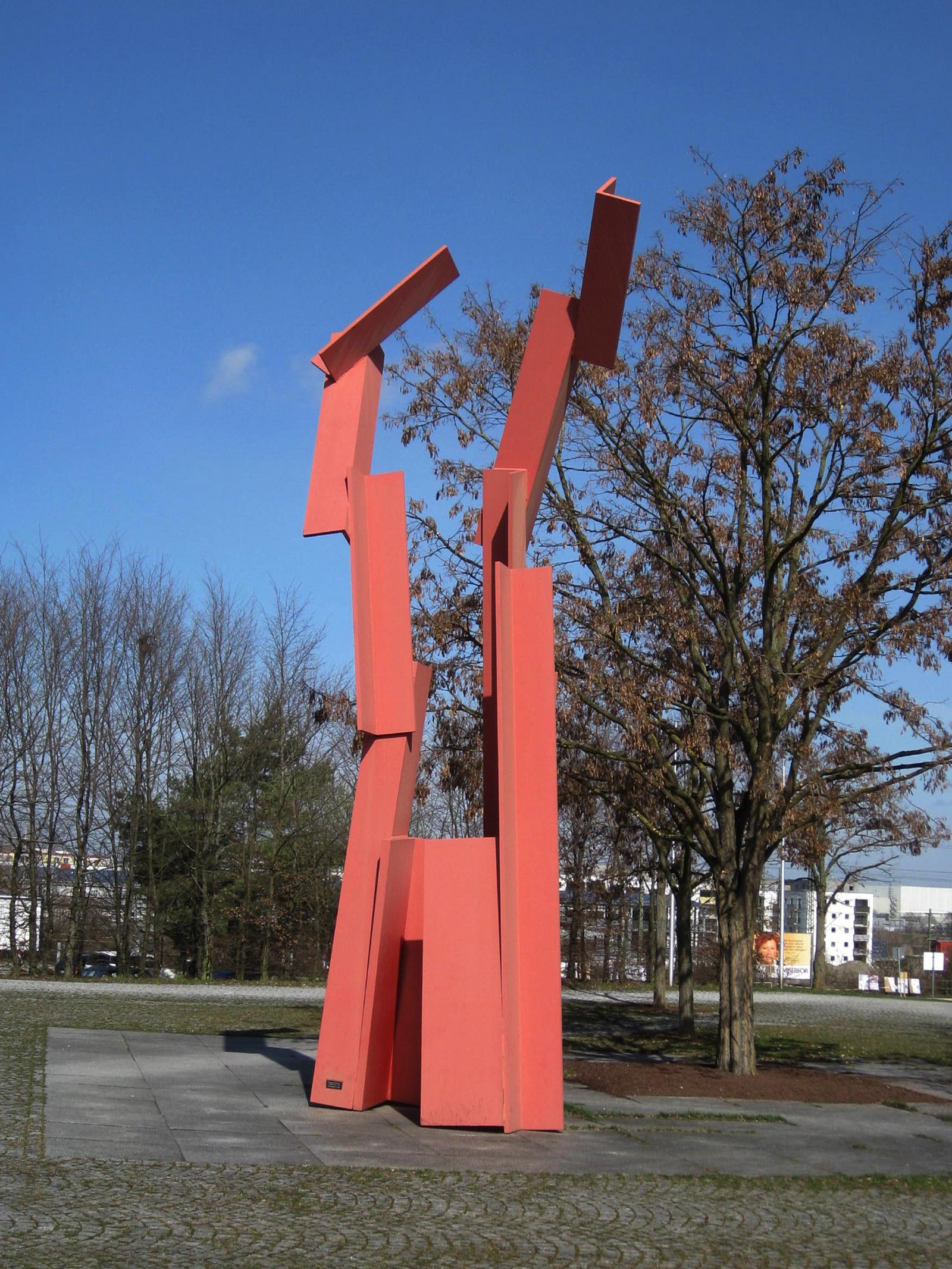
Baumskulptur IV, 1994
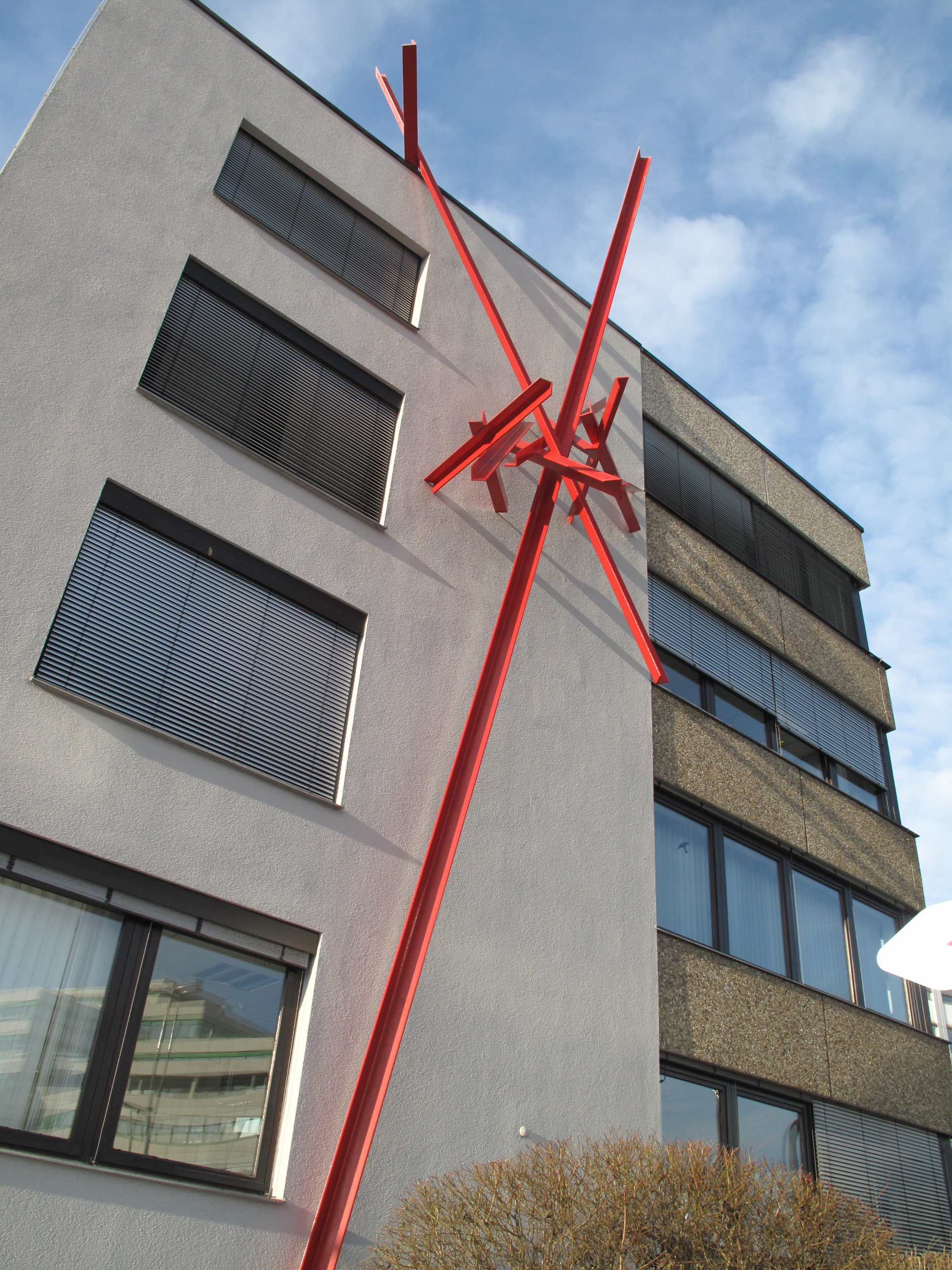
Bitzer Blitz, 1994
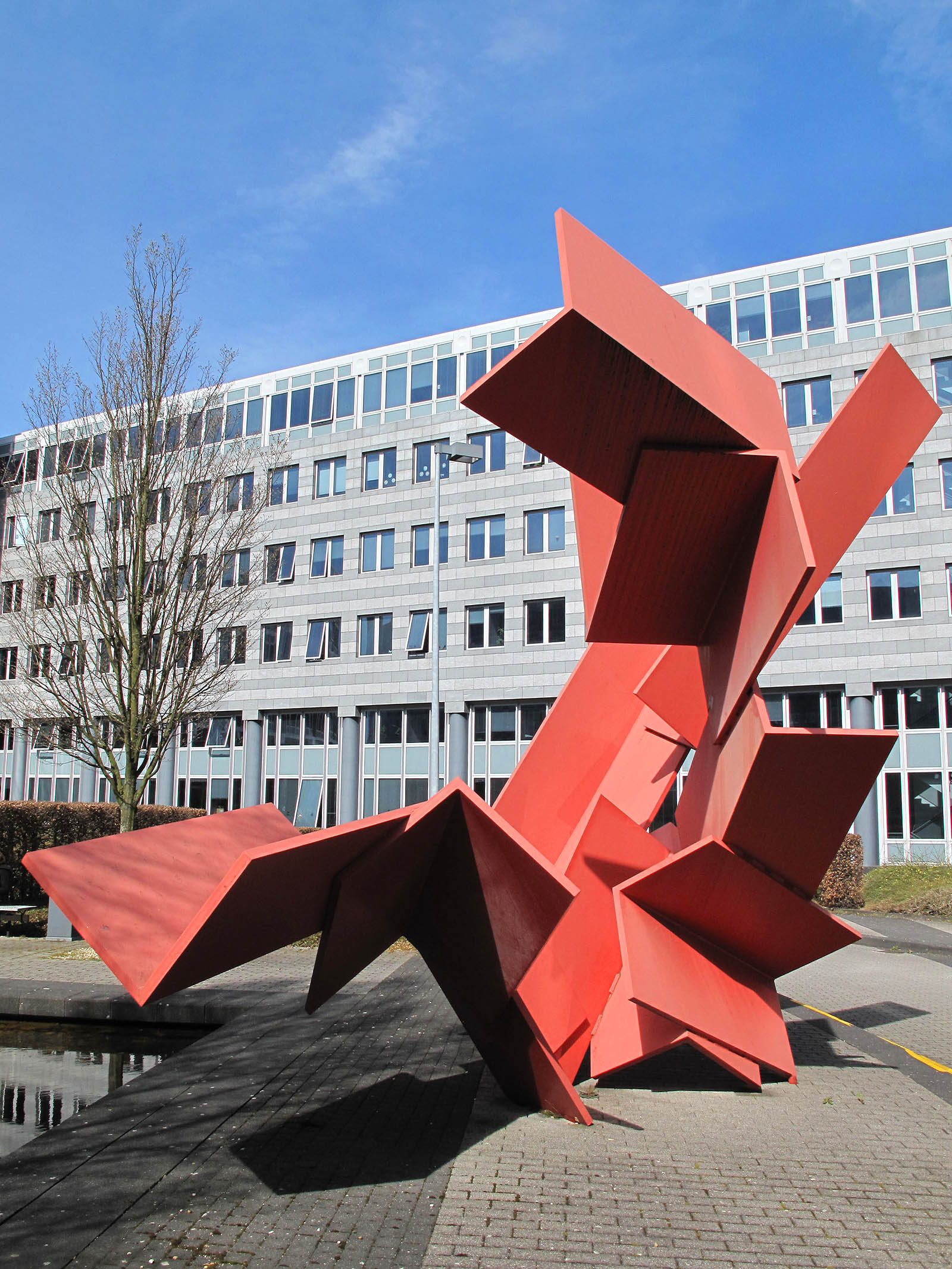
Gloria, 1995
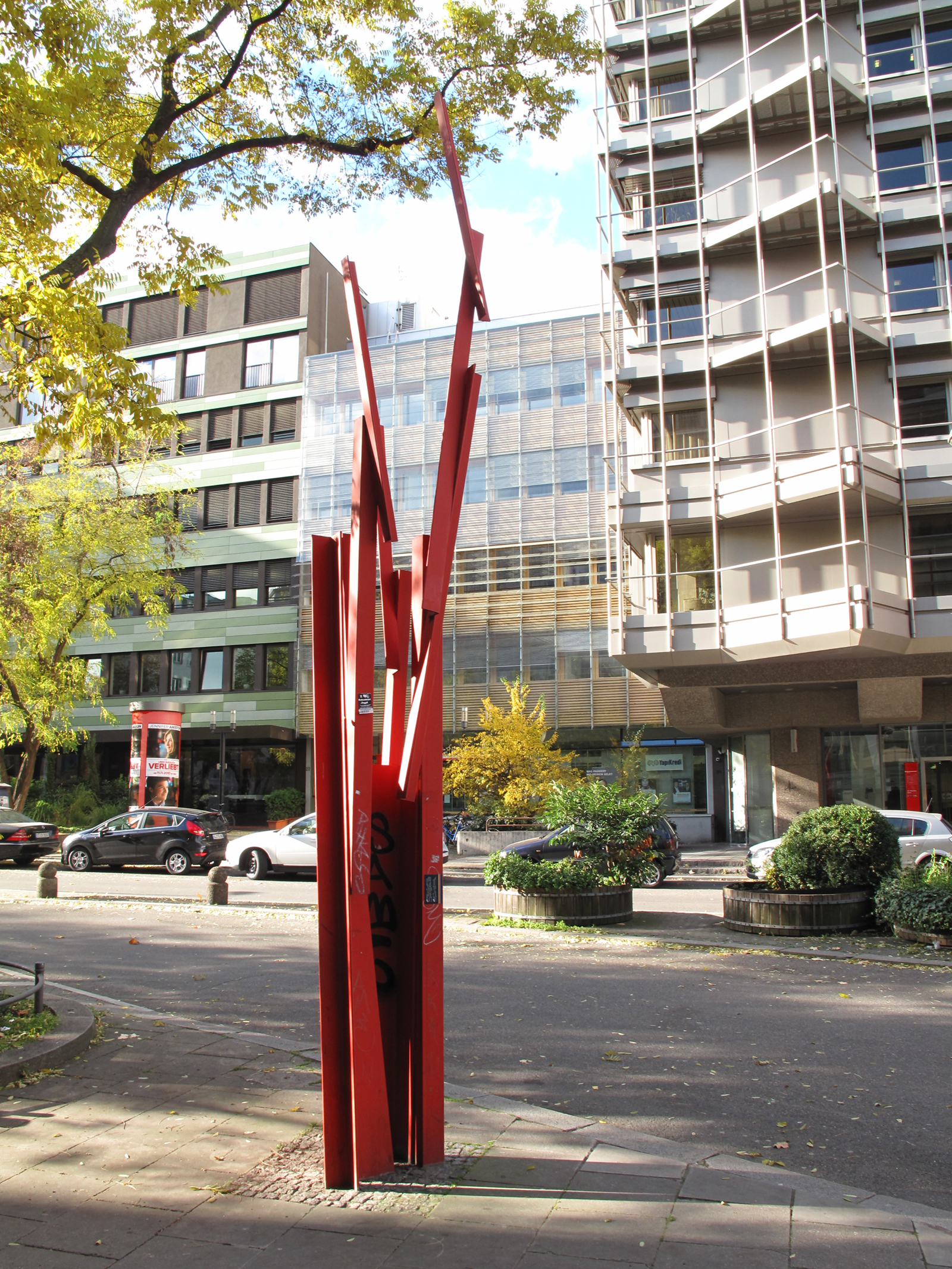
Il Punto, 1998
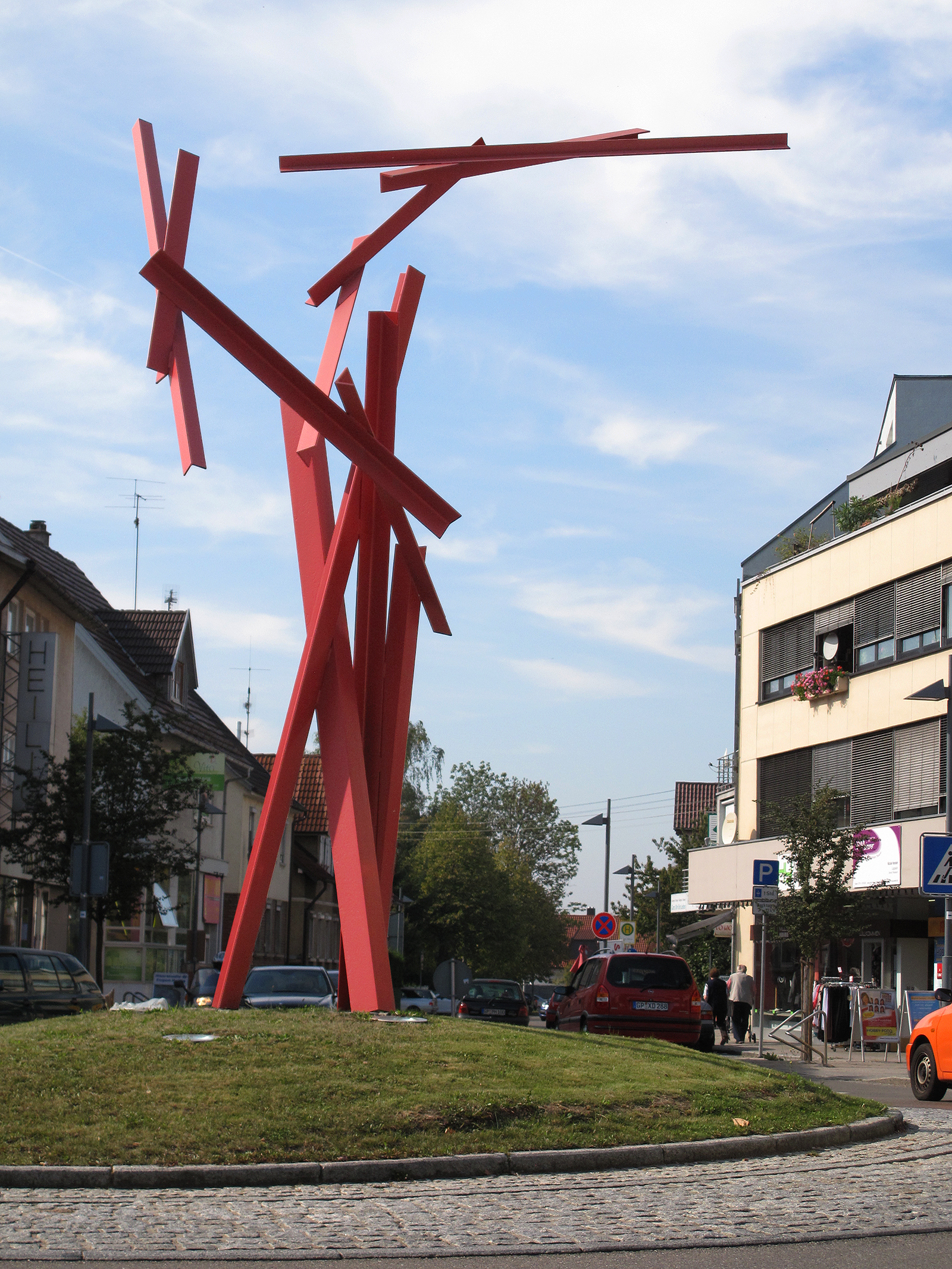
Spirale, 2000
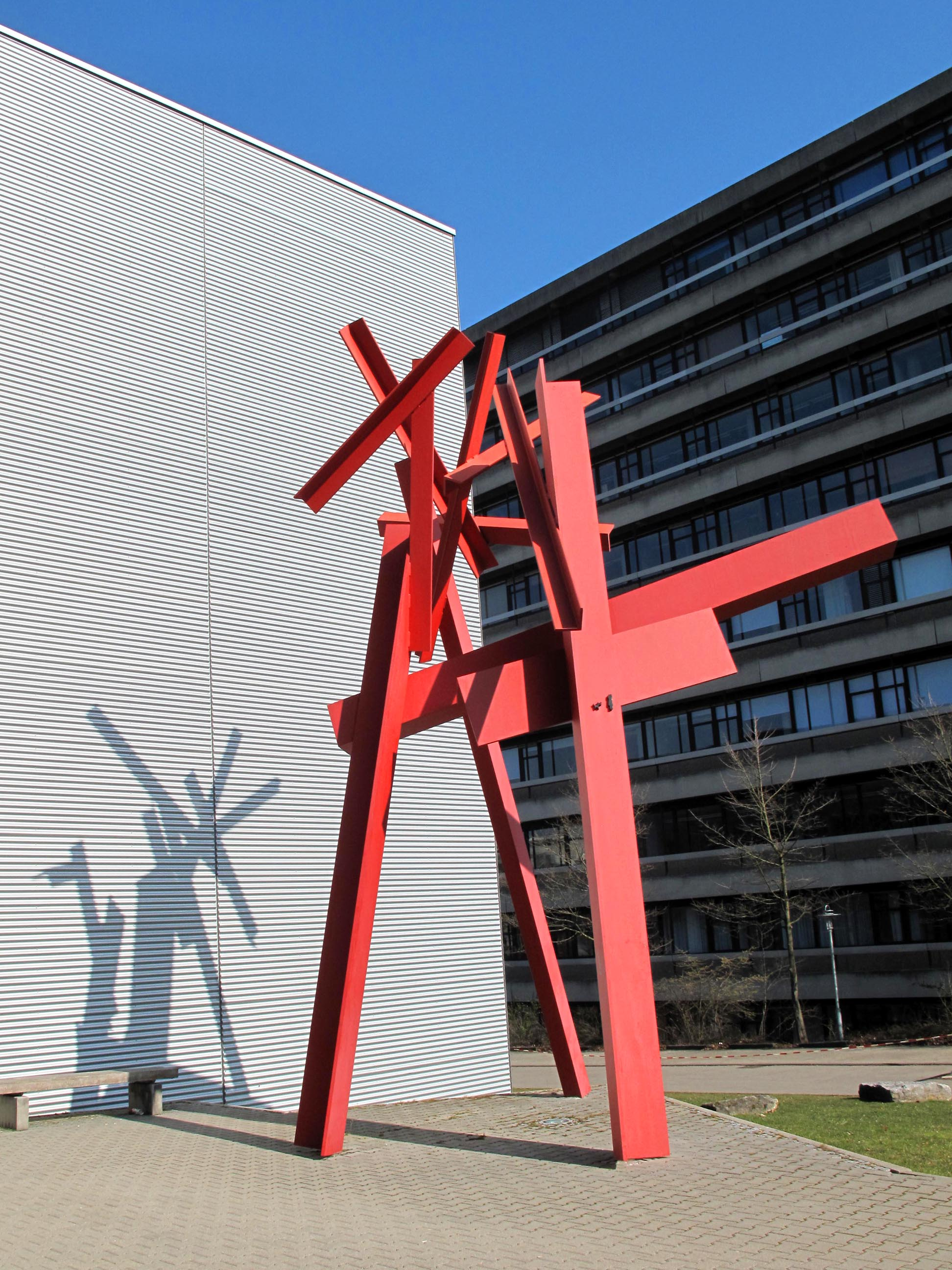
Morgenstelle, 2004